# Communauté de communes des Monts et de l’Andelle
Die Communauté de communes des Monts et de l’Andelle ist ein ehemaliger französischer Gemeindeverband mit der Rechtsform einer Communauté de communes im Département Seine-Maritime in der Region Normandie. Sie wurde am 26. Dezember 2002 gegründet und umfasste 15 Gemeinden. Der Verwaltungssitz befand sich im Ort Argueil.

## Historische Entwicklung
Mit Wirkung vom 1. Januar 2017 fusionierte der Gemeindeverband mit 
- Communauté de communes du Canton de Forges-les-Eaux sowie
- Communauté de communes du Bray Normand

und bildete so die Nachfolgeorganisation Communauté de communes des Quatre Rivières. Gleichzeitig trennte sich Saint-Lucien von der Gemeinde Sigy-en-Bray und ist seither wieder eine selbstständige Gemeinde.

## Ehemalige Mitgliedsgemeinden
1. Argueil
2. Beauvoir-en-Lyons
3. La Chapelle-Saint-Ouen
4. Croisy-sur-Andelle
5. La Feuillie
6. Fry
7. La Hallotière
8. La Haye
9. Le Héron
10. Hodeng-Hodenger
11. Mésangueville
12. Le Mesnil-Lieubray
13. Morville-sur-Andelle
14. Nolléval
15. Sigy-en-Bray